# Euphorbia germainii
Euphorbia germainii är en törelväxtart som beskrevs av Rodolfo Amando Philippi. Euphorbia germainii ingår i släktet törlar, och familjen törelväxter. Inga underarter finns listade i Catalogue of Life.